# Coq au vin

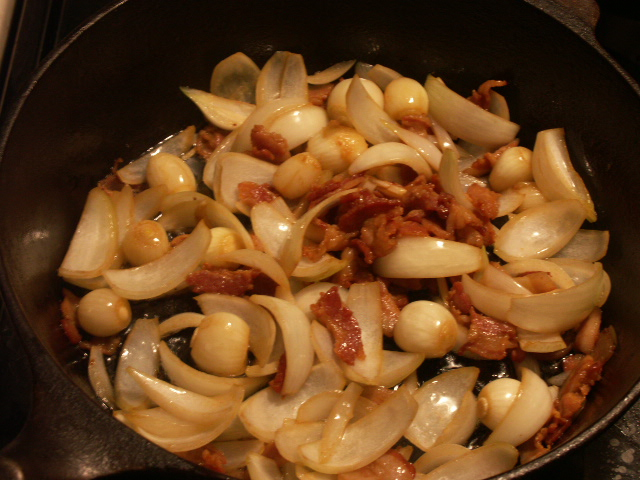
Paso inicial de su elaboración.

El coq au vin (en francés: "gallo al vino") es un plato emblemático de la gastronomía francesa, elaborado con cortes de gallo marinados y flambeados, luego estofados en vino tinto o blanco, realzado con un bouquet garni (ramito de hierbas aromáticas), tocino, champiñones, zanahorias y cebollas. Se trata de un estofado de gallo guisado a fuego lento durante unas dos horas en un litro de buen vino (generalmente el vino utilizado es tinto, pero a veces se utiliza el blanco). Puede tener además alguna verdura de tipo nabo y las versiones mejoradas incluso pueden incluir alguna seta, tradicionalmente la colmenilla.
Variante del bœuf bourguignon, forma parte de la cocina de Auvernia, Borgoña, Dijon, Alsacia, Franco Condado, Bresse y Champaña.

## Ingredientes
Si bien la palabra francesa coq significa "gallo" y las aves de carne dura con mucho tejido conectivo quedan bien estofadas, es posible preparar el coq au vin con cualquier ave de corral, por lo general pollo.
Este plato tiene como ingredientes principales el gallo (o pollo o gallina) y el vino. Después de marinarlo en el vino, se suele flambear el gallo con coñac o aguardiente de uva. El tocino (lardon) se emplea para sofreír el gallo en las primeras etapas junto con algunas cebollas y ajos, se emplea a veces algo de mantequilla. Se suele aromatizar con tomillo, laurel y otras hierbas habituales en el bouquet garni. Los jugos se espesan con un roux. Tradicionalmente, se podía añadir el hígado del gallo desmenuzado en un poco de sangre al final.

## Historia
Muchas regiones de Francia se disputan la invención de este plato, pero la leyenda dice que la receta es originaria de un chef de Julio César que quiso ofrecerle un homenaje por la conquista de la Galia.
Otra de las historias más contadas popularmente dice que fue durante el asedio romano a una tribu arverna cuando se cocinó por primera vez el coq au vin. Para burlarse de lo duro que estaba resultándole al ejército romano la conquista de la Galia, un jefe arverno hizo llegar a César un gallo fuerte y agresivo, como símbolo de la determinación gala ante el asedio. Poco después, durante una tregua, Julio César invitaría a este jefe a almorzar, sirviéndole un ave bañada en espesa y sabrosa salsa roja. Al interesarse el arverno sobre el plato que degustaban, César le informó de que lo que comían era el gallo que él le regaló, marinado en vino (símbolo romano) y cocinado larga y muy lentamente.
Apareció en un libro de cocina llamado Cookery for English Households en 1864, con un nombre indeterminado.